# Деметрије I Сотер
Деметрије I (грчки: Δημήτριος Α`, око 187. п. н. е. − 150. п. н. е.), познат под надимком "Сотер" (грчки: Σωτήρ) је био владар хеленистичког Селеукидског краљевства од 162. године п. н. е. до своје смрти.

## Биографија
Био је најстарији син Антиоха III Великог. У складу са споразумом у Апамеји, одведен је у Рим као талац. Када је Селеук IV убијен 175. године п. н. е. престо је уграбио његов брат Антиох IV Епифан. Користећи се метежом који је настао након убиства римског изасланика Гнеја Октавија, Деметрије је 162. године п. н. е. побегао из заробљеништва. Дошао је у Антиохију и тамо убио свог нећака Антиоха V, да би сам преузео престо. Деметрије је потом покренуо поход на Вавилон, где је поразио медијског сатрапа Тимарха, који се противио Лизији, Антиоховом регенту. Тамошњи становници дочекали су га као ослободиоца, те је тада и добио свој надимак (Сотер - спаситељ). Потом је Деметрије покренуо поход на запад и поразио кападокијског краља Аријарата. Победом над Макабејцима, постаје значајан лик јеврејске историје. Деметрије је свргнут 150. године п. н. е. од стране Римљана. Тимархов брат успео је убедити Сенат да је дечак по имену Александар Балас син Антиоха IV и да полаже права на селеукидски престо. Деметрије је убијен приликом свргавања.

## Породично стабло
|  |                        |  |  |  |  |  |  |  |  |  |  |  |  |  |  |  |
|  | 2. Селеук IV Филопатор |  |  |  |  |  |  |  |  |  |  |  |  |  |  |  |
|  |                        |  |  |  |  |  |  |  |  |  |  |  |  |  |  |  |
|  |                        |  |  |  |  |  |  |  |  |  |  |  |  |  |  |  |
|  | 1. Деметрије I Сотер   |  |  |  |  |  |  |  |  |  |  |  |  |  |  |  |
|  |                        |  |  |  |  |  |  |  |  |  |  |  |  |  |  |  |
|  |                        |  |  |  |  |  |  |  |  |  |  |  |  |  |  |  |
|  | 3. Лаодика IV          |  |  |  |  |  |  |  |  |  |  |  |  |  |  |  |
|  |                        |  |  |  |  |  |  |  |  |  |  |  |  |  |  |  |
|  |                        |  |  |  |  |  |  |  |  |  |  |  |  |  |  |  |